# Ягренево (Ярославская область)
Я́гренево — село, относящееся к Пригородному сельскому поселению Переславского района Ярославской области. На 1 января 2007 года постоянного населения не числилось .

## История
С начала XVII столетия село Ягренево принадлежало Никитскому монастырю. Оно упоминается в числе монастырских сёл в челобитной игумена Иова в 1615 году. В 1764 году после секуляризации Ягренево перешло в ведомство государственных имуществ.
С 1628 года известна деревянная церковь Рождества Пресвятой Богородицы. В 1730 году при этой церкви устроена была другая тёплая деревянная церковь, освящённая затем в честь Покрова Пресвятой Богородицы. В 1799 году в Ягреневе снова была одна церковь в честь Рождества Пресвятой Богородицы.
В 1814 году вместо деревянной церкви устроен каменный храм. Престолов в нём два: в холодном в честь Рождества Пресвятой Богородицы, в приделе тёплом в честь Покрова Пресвятой Богородицы.
В селе Ягреневе была школа грамоты.

## Население
| 1859 |
| ---- |
| 104  |

| 2007 | 2010 |
| ---- | ---- |
| 0    | →0   |